# Новзема
Но́взема — река в России, протекает по Олонецкому району Карелии.
Исток — озеро Пертъярви. Течёт на юг. Устье реки находится в 3,3 км по правому берегу реки Видлица, в селе Видлица. Длина реки составляет 36 км, площадь водосборного бассейна 264 км². Протекает через Новоземское озеро.
В верхнем течении Новземы в неё с правого берега впадает река Самотуз.
Ниже Новоземского озера в Новзему впадают два правых притока — Боруноя и Ригоя.

## Данные водного реестра
По данным государственного водного реестра России относится к Балтийскому бассейновому округу, водохозяйственный участок реки — Водные объекты бассейна оз. Ладожское без рр. Волхов, Свирь и Сясь, речной подбассейн реки — Нева и реки бассейна Ладожского озера (без подбассейна Свирь и Волхов, российская часть бассейнов). Относится к речному бассейну реки Нева (включая бассейны рек Онежского и Ладожского озера).
Код объекта в государственном водном реестре — 01040300212102000011617.